# Saint-Ouen-de-Thouberville

Saint-Ouen-de-Thouberville este o comună în departamentul Eure, Franța. În 1 ianuarie 2022 avea o populație de 2.426 de locuitori.

## Comune vecine
| La Trinité-de-Thouberville | Caumont  | La Bouille |
| Bosgouet                   |          | Moulineaux |
|                            | La Londe |            |